# Tom Courtenay
Thomas Daniel 'Tom' Courtenay (Hull, 25 februari 1937) is een Engels acteur. Hij werd genomineerd voor een Academy Award in zowel 1966 (voor zijn bijrol in de dramafilm Doctor Zhivago), als in 1984 (voor zijn hoofdrol in The Dresser). Meer dan vijf andere acteerprijzen werden hem daadwerkelijk toegekend, waaronder BAFTA Awards in 1963 (voor The Loneliness of the Long Distance Runner) en 1999 (voor de televisiefilm A Rather English Marriage) en de prijs voor beste acteur op het Filmfestival van Venetië 1964 voor King & Country.
Courtenay maakte in 1962 zijn filmdebuut als het titelpersonage in het oorlogsdrama Private Potter. Sindsdien speelde hij meer dan twintig filmrollen, meer dan dertig inclusief die in televisiefilms. Televisieseries vormen een marginaal gedeelte van zijn werkzaamheden en waar hij daarin voorkomt, is dat doorgaans in een eenmalig gastrolletje. Een uitzondering hierop vormt de miniserie Little Dorrit uit 2008. Hierin speelt Courtenay in alle veertien afleveringen Mr. Dorrit.
Buiten het zicht van de camera's is Courtenay tevens actief in toneelstukken. Hiervoor werd hij genomineerd voor de Tony Award voor beste acteur in 1977 voor Otherwise Engaged en nogmaals in 1982 voor The Dresser. In laatstgenoemde speelde hij Norman, net zoals in de gelijknamige film die een jaar later uitkwam.
Courtenay trouwde in 1988 met Isabel Crossley, zijn tweede echtgenote. Eerder was hij van 1973 tot en met 1982 getrouwd met actrice Cheryl Kennedy.

## Filmografie
*Exclusief 5+ televisiefilms
| - The Railway Children Return (2022) - The Aeronauts (2019) - The Queen's Corgi (2019, stem) - King of Thieves (2018) - The Guernsey Literary Society (2018) - Dad's Army (2016) - 45 Years (2015) - Night Train to Lisbon (2013) - Gambit (2012) - Quartet (2012) - The Golden Compass (2007) - Flood (2007) - Nicholas Nickleby (2002) - Last Orders (2001) - Whatever Happened to Harold Smith? (1999) - The Boy from Mercury (1996) - Famous Fred (1996, stem) - Young Indiana Jones and the Treasure of the Peacock's Eye (1995) - Let Him Have It (1991) | - Poslední motýl (1991, aka The Last Butterfly) - Leonard Part 6 (1987) - Happy New Year (1987) - The Dresser (1983) - To Catch a Spy (1971) - One Day in the Life of Ivan Denisovich (1970) - Otley (1968) - A Dandy in Aspic (1968) - The Day the Fish Came Out (1967) - The Night of the Generals (1967) - Doctor Zhivago (1965) - King Rat (1965) - Operation Crossbow (1965) - King & Country (1964) - Billy Liar (1963) - The Loneliness of the Long Distance Runner (1962) - Private Potter (1962) |

## Televisieseries
*Exclusief eenmalige (gast)rollen.
- Unforgotten - Eric Slater (2015, zes afleveringen)
- Little Dorrit - Mr. Dorrit (2008, veertien afleveringen)

- Bibliothèque nationale de France: cb138927994 (data)
- Gemeinsame Normdatei: 129215120
- International Standard Name Identifier: 0000 0000 8186 6738
- Library of Congress Control Number: n84088331
- MusicBrainz: 5bfe2d2d-94fb-4a0b-9076-0ddb36dd645e
- Nationale Bibliotheek van Tsjechië: xx0145066
- Nationale Bibliotheek van Israël: 987007526620805171
- Nationale Bibliotheek van Polen: a0000002275751
- Nederlandse Thesaurus van Auteursnamen: 070510369
- SNAC: w6vt2425
- Système universitaire de documentation: 070998868
- Virtual International Authority File: 117522356
- WorldCat: E39PBJp69HBjgMdddGQr8FWYyd